# Ochodaeus berytensis
Ochodaeus berytensis är en skalbaggsart som beskrevs av Rudolph Petrovitz 1965. Ochodaeus berytensis ingår i släktet Ochodaeus och familjen Ochodaeidae. Inga underarter finns listade i Catalogue of Life.